# Cheilotrichia (Empeda) subborealis
Cheilotrichia (Empeda) subborealis is een tweevleugelige uit de familie steltmuggen (Limoniidae). De soort komt voor in het Nearctisch gebied.